# Pycnonotus xanthopygos
El bulbul árabe (Pycnonotus xanthopygos) es una especie de ave paseriforme de la familia Pycnonotidae propia de Oriente próximo. 

## Descripción
Mide entre 20-25 cm de largo, con una envergadora alar de 20-25 cm. El plumaje de su cabeza es negro excluyendo la nuca. Presenta anillo ocular blanco. El resto de su plumaje es grisáceo, más claro en las partes inferiores, salvo la zona cloacal que es de color amarillo intenso. Ambos sexos tienen un aspecto similar, pero los juveniles tienen la cabeza parda y su anillo ocular es menos obstensible.

## Taxonomía
El bulbul árabe fue descrito originalmente en el género Ixus. Posteriormente fue trasladado al género Pycnonotus. Forma parte de una superespecie junto al bulbul cariblanco, bulbul orejiblanco, el bulbul encapuchado, el bulbul de El Cabo y el bulbul naranjero.

## Distribución
Circunda Arabia llegando a hasta el sur de Anatolia y las regiones mediterráneas Siria oriental, Líbano, Jordania, Israel y la península del Sinaí.